# Campocolinus
Campocolinus – rodzaj ptaków z podrodziny bażantów (Phasianinae) w obrębie rodziny kurowatych (Phasianidae).

## Zasięg występowania
Rodzaj obejmuje gatunki występujące w Afryce.

## Morfologia
Długość ciała 20–25 cm; masa ciała 218–284 g.

## Systematyka

### Etymologia
Campocolinus: łac. campus, campi „pole, równina”; nowołac. colinus „przepiórka”.

### Podział systematyczny
Taksony wyodrębnione z rodzaju Peliperdix. Do rodzaju należą następujące gatunki:
- Campocolinus coqui (A. Smith, 1836) – frankolin jasnogłowy
- Campocolinus albogularis (Hartlaub, 1854) – frankolin białogardły
- Campocolinus schlegelii (von Heuglin, 1863) – frankolin jarzębaty